# Nana (film, 1955)
Pour les articles homonymes, voir Nana.
Pour plus de détails, voir Fiche technique et Distribution.
Nana est une production franco-italienne réalisée par Christian-Jaque et sortie au cinéma en 1955, adapté du roman éponyme d'Émile Zola.

## Synopsis
La vie d'une cocotte sous le Second Empire. Pulpeuse, vulgaire, Nana chante l'opérette et soumet les hommes à ses lois. Tour à tour, le banquier Steiner, le duc de Vandeuvres, le cabotin Fontan et surtout le comte Muffat, chambellan de l'empereur, gravitent autour d'elle qui sème la ruine, le déshonneur et la mort. 
Muffat, surtout, doit combattre ses convictions religieuses et sa rigueur morale pour s'afficher avec elle. Il y perd son argent, son mariage et sa situation, et finira, dans un sursaut de jalousie, par tuer Nana.

## Différences avec le roman
Dans le film, l’enfance misérable de Nana n’est pas évoquée. Par ailleurs, Zola fait mourir Nana des suites de la petite vérole, tandis que dans le film elle meurt étranglée par Muffat.

## Fiche technique
- Réalisation : Christian-Jaque
- Scénario : d'après le roman d'Émile Zola
- Adaptation : Jean Ferry, Albert Valentin, Christian Jaque, Henri Jeanson
- Dialogue : Henri Jeanson
- Images : Christian Matras
- Opérateur : Alain Douarinou, assisté d'Ernest Bourraud et Henri Champion
- Son : Jean Rieul
- Décors : Robert Gys, assisté de Pierre Duquesne, Olivier Girard et Georges Lévy
- Montage : Jacques Desagneaux, assisté de Claude Durand et Anne-Marie Jouvet
- Musique : Georges van Parys
- Costumes : Marcel Escoffier, Pierre Cardin, Irène Kaminska, Raymonde Catherine-Durandet
- Costumière : Monique Plotin, assistée de Jean Zay
- Photographe de plateau : Raymond Voinquel
- Production : Les Films Jacques Roitfeld (Paris), Cigno Films (Rome)
- Directeur de production : Wladimir Roitfeld
- Distribution : Les Films Sirius
- Tournage du 3 septembre 1954 au 7 janvier 1955 dans les studios de Billancourt et les Studios parisiens
- Pellicule 35 mm, couleur par Eastmancolor
- Durée : 120 min
- Genre : Drame
- Première présentation le 26 juillet 1955
- Visa d'exploitation : 9216
- Affiche : René Péron, Guy-Gérard Noël (France)

## Distribution
- Martine Carol : Nana, la cocotte entretenue
- Charles Boyer : le comte Muffat
- Jacques Castelot : le duc de Vandeuvres
- Jean Debucourt : Napoléon III
- Walter Chiari (VF : Robert Lamoureux) : Fontan
- Noël Roquevert : le banquier Steiner
- Dora Doll : Rose Mignon
- Elisa Cegani (VF : Jacqueline Ferrière) : la comtesse Sabine Muffat
- Paul Frankeur : Bordenave
- Pierre Palau : Venot, le directeur de conscience
- Nerio Bernardi : le prince de Sardaigne
- Dario Michaelis (VF : Roger Tréville) : Fauchery
- Daniel Ceccaldi : le lieutenant Philippe Hugon
- Marguerite Pierry : Zoé, la domestique de Nana
- Luisella Boni : Estelle Muffat, la fille
- Jacqueline Plessis : l'impératrice Eugénie
- Odette Barencey : Hortense, l'habilleuse de Nana
- Germaine Kerjean : la Tricon
- Nicole Riche : Marguerite Bellanger
- Fernand Gilbert : le boucher
- Daniel Mendaille : le valet
- Jacques Tarride : Mignon
- Paul Amiot : le commissaire
- Charles Lemontier : le vétérinaire
- Marcel Rouzé : Justin, le maître d'hôtel
- Marcel Charvey : le créancier
- Pierre Duncan : un déménageur